# Сатаназес
Сатаназес (англ. Satanazes; также остров Дьяволов, остров Бесов, остров Руки Сатаны или остров Святого Афанасия) — остров-призрак в Атлантическом океане, нанесённый на многие карты XV века.

## Картографическое описание
На портуланах XV в. остров Сатаназес расположен в Северной Атлантике, к западу от Азорских островов и Португалии и чуть севернее легендарного острова Антилия.
Остров впервые появился на портулане 1424 года венецианского картографа Джованни Пиццигано. Он нарисован как большой синий прямоугольный остров, изрезанный бухтами, с пятью или шестью населёнными пунктами, с надписью ista ixolla dixemo satanazes (этот остров называется [остров] дьяволов).
В своей карте Пиццигано поместил Сатаназес примерно в шестидесяти лигах к северу от большого острова Антилия. Он также снабдил остров маленьким зонтообразным островом-спутником Сайя (Saya, позже называемый картографами Танмар или Данмар (Tanmar, Danmar)). Эти три острова, а также Имана (Ymana) (позже называемый Ройлло, островок к западу от Антилии), будут вместе появляться на многих картах XV в. с теми же относительными размерами, положением и формой, что дал им Пиццигано, под названием «Антильская группа» или (используя обозначение Бьянко) insulae de novo rep(er)te («острова вновь зарегистрированных»).
В атласе 1463 года Грациозо Бенинказы поселения на Сатаназесе названы: Araialis, Cansillia, Duchal, Jmada, Nam и Saluaga.
Сатаназес появляется на:
- венецианской карте 1424 г. Джованни Пиццигано как ista ixolla dixemo satanazes
- генуэзской карте 1435 г. Баттисты Беккарио как Satanagio
- венецианской карте 1436 г. Андреа Бьянко как Ya de la man satanaxio
- анконских картах 1463, 1470 и 1482 гг. Грациозо Бенинказы как Saluaga/Salvaga (u и v эквивалентны)
- анонимной веймарской карте 1460-х гг. (приписывается графу ди Оттомано Фредуччи из Анкона) как Salvagio.[3]
- мальоркских картах 1480 и 1489 гг. Педро Розелли как Salvatga
- венецианских картах 1480 и 1489 гг. Альбино де Канепы как Salvagia
- карте 1487 г. анонимного картографа из Мальорки как Salvaja
- глобусе Лаона 1493 г. как Salirosa

Примечательно, что Сатаназес НЕ приведен на картах Бартоломео Парето (1455 г.), Кристофоро Солиго (ок. 1475 г.), сына Грациозо Бенинказы Андреа (1476), и Нюрнбергском глобусе Мартина Бехайма (1492 г.), хотя на них всех имеется Антилия, и на некоторых Сайя/Танмар.
Сатаназес исчезает практически со всех карт после плаваний Колумба в 1490-х гг. Возможно, его отнесли (уменьшив в размерах) к острову Демонов между Ньюфаундлендом и Гренландией, например, на карте 1508 г. Иоганна Рюйша.

## Этимология и легенда
Согласно исследователю Арманду Кортесану, Satanazes Пиццигано в португальском означает «сатаны» или «дьяволы, бесы», то же самое означает Satanagio Беккарио в лигурийском диалекте и Satanaxio Бьянко в венецианском. Остров исчезает с карт после 1436 г. и появляется снова только в 1462 г., когда Бенинказа переключается на Salvaga, что означает «дикарь» — возможно, в результате неправильного прочтения, но более вероятно, что умышленно, чтобы избежать ненормативного слова «дьявол». Salirosa с глобуса Лаона — очевидное неправильное прочтение слова Salvaga.
Историки предполагают, что «бесы» Сатаназеса могут относиться к скрелингам (коренным народам Гренландии и Винланда), о которых говорится в скандинавских сагах, в частности, в «Саге о гренландцах» и «Саге об Эрике Рыжем», которые стали просачиваться на юг примерно в это время. Пицциганно мог построить Сатаназес, чтобы показать их приблизительное географическое положение.
Возможная связь между Сатаназесом и скрелингами впервые была предложена Норденшельдом (1889 г.), его внимание привлекла надпись на некоторых островах между Ньюфаундлендом и Гренландией на карте 1508 г. Иоганна Рюйша, который отмечает, что находящиеся там «бесы» нападают на моряков (см. Остров демонов). Эта связь не требует прямого знания скандинавских саг, например, Фритьоф Нансен обратил внимание на то, что норвежские встречи с североамериканскими «демонами» были переняты ирландскими имрамами. Учитывая склонность рассказов атлантических мореходов — скандинавов, ирландцев, арабов и иберов — быстро распространяться и взаимодополнять друг друга, новости об Острове Бесов в северной Атлантике, возможно, дошли до итальянских картографов по нескольким каналам.
Георг Гассель предположил, что по своим размерам и форме большие острова Сатаназес и Антилия могут представлять собой побережья Северной и Южной Америки соответственно, тем самым делая возможным свидетельство о доколумбовых трансокеанских контактах. Бэбкок (Babcock) предполагает, что острова могут соответствовать Карибам, (Сатаназес здесь соответствует Флориде, Антилия Кубе, Ройлло Ямайке, и Танмар — Багамским островам).
Длинная надпись на карте Бьянко 1436 г. Ya de la man santanaxio позволила Виченцо Формалеони в 1783 г. прочитать его, как остров «руки Сатаны», альтернативное название Сатаназеса, до сих пор встречающееся в некоторых источниках. Формалеони предположил, что это может быть связано с одной индийской легендой о гигантской руке, которая каждый день поднимается из моря и уносит жителей в океан. Эта легенда рассказывается в «Perigrinaggio di tre giovani» (Три принца из Серендипа), впервые опубликованной в Венеции в 1557 г. Микеле Трамеццино (якобы в переводе с персидского, сделанном неким Христофором Армянским, Christoforo Armeno). Эта история, возможно, ходила среди мореходов Атлантики, и прослеживается в ирландских имрамах и арабских сказках, о гигантской руке в Море Тьмы, которая хватает моряков, а иногда и целые лодки, и тащит их на дно моря. Гаффарель (Gaffarel) предполагает, что это может относиться к айсбергам в северной Атлантике..
Маркиз д’Авезак в 1845 г. выдвинул ещё одну теорию, согласно которой satanaxio читается как S. Atanaxio, то есть Св. Афанасий. Д’Авезак также приводит правдоподобное предположение, что de la man satanaxio у Бьянко на самом деле относится к двум островам, Сатаназесу и Delaman, вероятно, соседний Danmar или Tanmar с других карт, возможно, отсылка к легендарному острову Mam (Бэбкок предложил альтернативное прочтение Delaman/Danmar/Tanmar как I la Mar, или «Морской Остров»).
Открытие в XX в. карты Пиццигано 1424-го г. с чётко обозначенным Satanazes позволило современным историкам отказаться от старых теорий руки Сатаны и Св. Афанасия и принять прочтение Остров Дьяволов.
Несмотря на все эти предположения, полного согласия нет до сих пор. В отличие от своего южного собрата Антилии (который, по-видимому, довольно прочно соединён с Пиренейской легендой о Семи Городах), Сатаназес характеризуется как легендарный остров пока что без связанной с ним легенды.